# Anna Jopek-Bosiacka
Anna Jopek-Bosiacka – polska językoznawczyni, doktor habilitowany, pracownik naukowy Instytutu Lingwistyki Stosowanej Wydziału Lingwistyki Stosowanej Uniwersytetu Warszawskiego.

## Życiorys
W latach 1997–2001 otrzymała magisterium z lingwistyki stosowanej i prawa na Uniwersytecie Warszawskim, w 2003 r. obroniła pracę doktorską pt. Legal Discourse as Cross-Cultural Communication, której promotorem była prof. Anna Duszak. Pracuje na stanowisku adiunkta i dyrektora w Instytucie Lingwistyki Stosowanej na Wydziale Lingwistyki Stosowanej Uniwersytetu Warszawskiego.
Należy do Rady Języka Polskiego, Zespołu Języka Prawnego Prezydium PAN.